# 弗加罗勒
弗加罗勒（法語：Feugarolles，法語發音：[føɡaʁɔl]）是法国洛特-加龙省的一个市镇，位于该省西南部，属于内拉克区。

## 地理
弗加罗勒（44°13'16"N, 0°20'49"E）面积23.82 平方千米，位于法国新阿基坦大区洛特-加龍省，该省份为法国西南部内陆省份，北起多爾多涅省，西接吉倫特省和朗德省，南至热尔省，东临塔恩-加龙省和洛特省。
与弗加罗勒接壤的市镇（或旧市镇、城区）包括：圣洛朗、内拉克、布吕什、埃斯皮安、拉瓦达克、圣玛丽港、加龙河畔图阿尔、维亚讷。

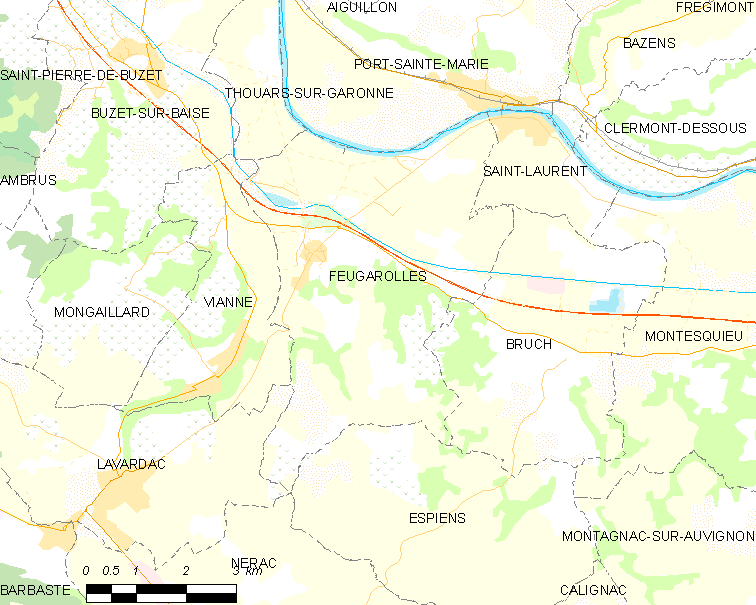
弗加罗勒的OSM定位图

弗加罗勒的时区为UTC+01:00、UTC+02:00（夏令时）。

## 行政
弗加罗勒的邮政编码为47230，INSEE市镇编码为47097。

## 政治
弗加罗勒所属的省级选区为拉瓦达克县。

## 人口

1962-2008年间弗加罗勒人口变化图示

弗加罗勒于2022年1月1日时的人口数量为1015人。